# Saint-Étienne-du-Vigan
Saint-Étienne-du-Vigan är en kommun i departementet Haute-Loire i regionen Auvergne-Rhône-Alpes i centrala Frankrike. Kommunen ligger i kantonen Pradelles som tillhör arrondissementet Le Puy-en-Velay. År 2022 hade Saint-Étienne-du-Vigan 90 invånare.

## Befolkningsutveckling
Antalet invånare i kommunen Saint-Étienne-du-Vigan
| Referens: INSEE |